# Hotline zum Himmel
Hotline zum Himmel (Religion, Inc.; A Fool and His Money) ist eine US-amerikanische Filmkomödie aus dem Jahr 1989. Regie führte Daniel Adams, der gemeinsam mit dem Produzenten Michael Mailer das Drehbuch schrieb. Der Film wurde in New York City und in Edison (New Jersey) gedreht.

## Handlung
Der Werbeexperte Morris Codman lebt in New York City. Er durchlebt eine berufliche Krise, auch seine Beziehung mit Debby kriselt. Codman hat ein Alkoholproblem.
Codman sieht fern und plötzlich zeigt sich ihm Gott auf dem Bildschirm, der Codman rät, ein eigenes Unternehmen zu gründen. Codman gründet eine eigene Religion, die wie ein Unternehmen organisiert ist und Profit bringt. Als Führungspersönlichkeit engagiert er den Hausmeister Ian und rasend schnell kann die „Präferenz-Kirche“ die Herzen der US-Amerikaner erreichen. Debby, mittlerweile seine Ex-Freundin, wurde selbst von einem „Präferenzler“ bedroht und möchte Codman nie mehr wiedersehen. Als der Religionsführer Ian plötzlich aus der Rolle fällt und einem Bettler Geld gibt, fällt das auf Egoismus zielende Konzept der Kirche auseinander und es kommt zum Skandal. Vor laufenden Kameras verunglimpft Codman seine eigene Kirche. Am Flughafen kann Codman jedoch seine flüchtige Ex-Freundin abpassen und zu einem gemeinsamen Weg überreden.

## Kritiken
Die Redaktion von Kino.de bezeichnete den Film als eine „heitere Komödienparodie auf Yuppie-Attitüde und religiöses Unternehmertum“ sowie ein „harmloses Comedyvergnügen“. Jonathan Penner spiele „souverän“ die Hauptrolle.
Das Lexikon des internationalen Films schrieb, „die skurrile Ausgangsidee, die zur bitterbösen Farce getaugt hätte, bleibt ungenutzt und verpufft zu einem harmlosen Ulk mit albernen Scherzen und müde agierenden Darstellern. “